# Austrocylindropuntia pachypus
Austrocylindropuntia pachypus är en kaktusväxtart som först beskrevs av Karl Moritz Schumann, och fick sitt nu gällande namn av Curt Backeberg. Austrocylindropuntia pachypus ingår i släktet Austrocylindropuntia och familjen kaktusväxter. Inga underarter finns listade i Catalogue of Life.

## Bildgalleri

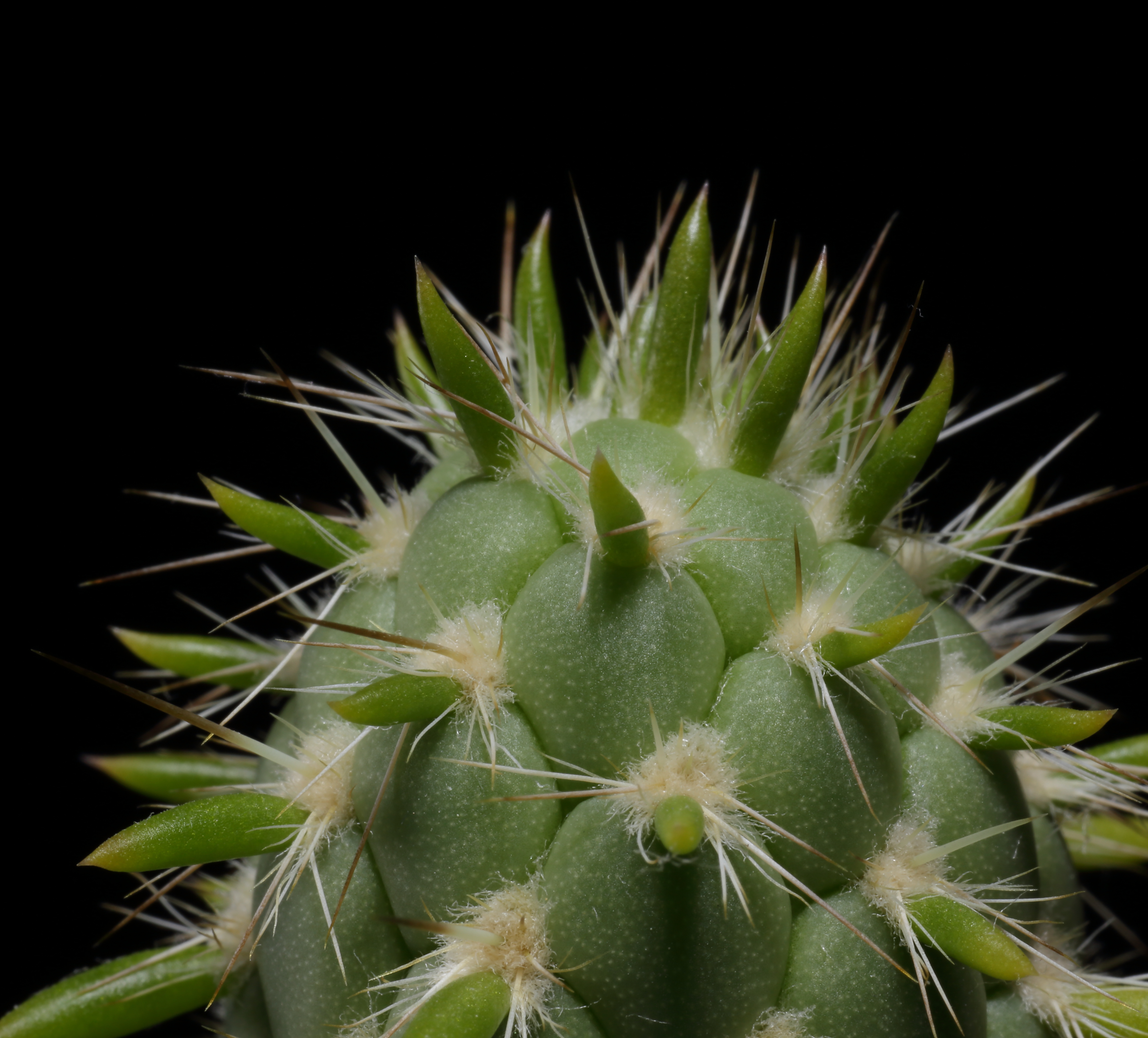
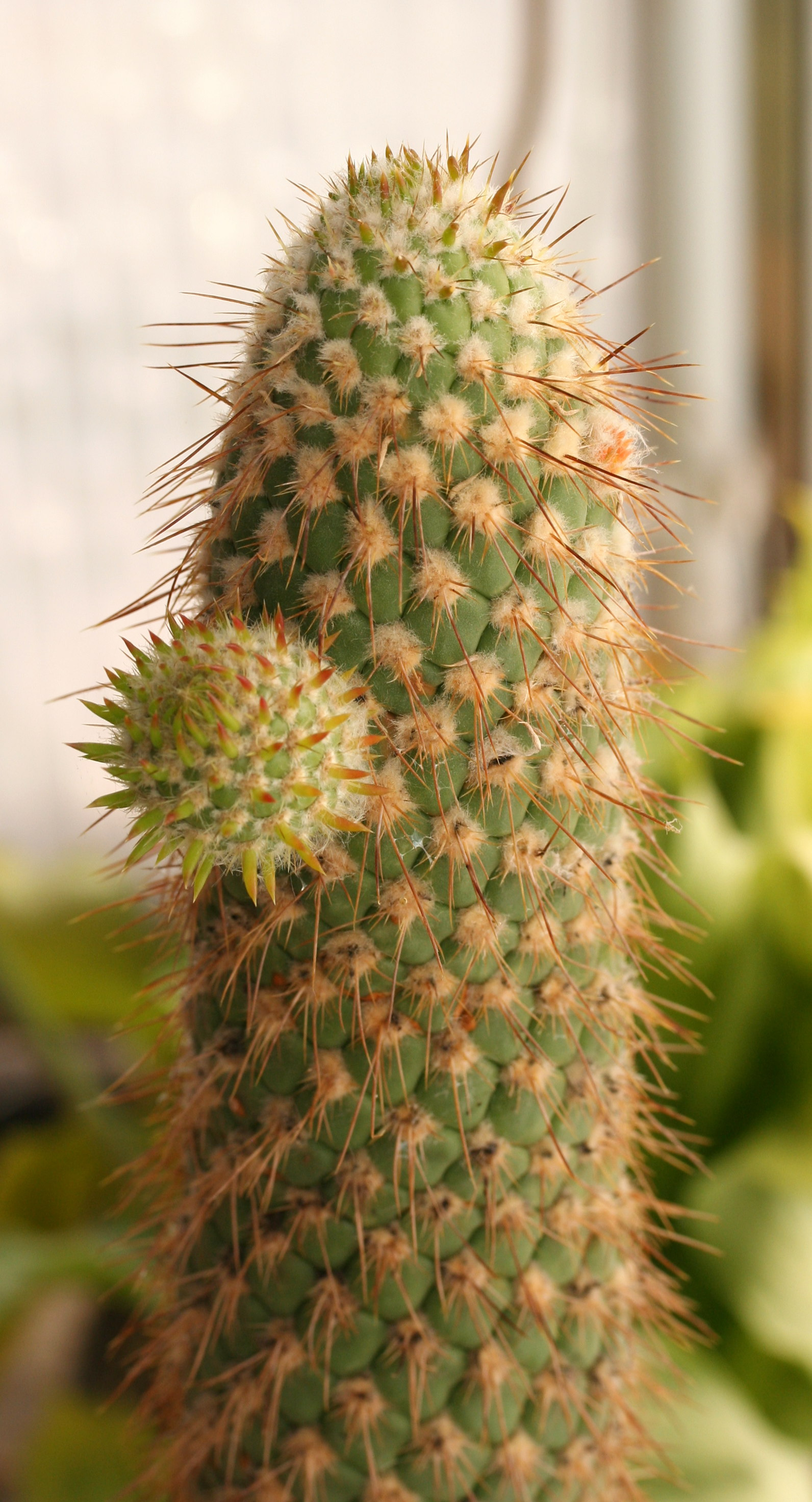